# اريك دوغلاس كامينغز
اريك دوغلاس كامينغز (بالإنجليزية: Eric Douglas Cummings)‏ هو طيار بطل أسترالي، ولد في 13 أبريل 1896 في Franklin, Tasmania ‏ في أستراليا، وتوفي في 27 أكتوبر 1979.